# Interstate H-1
Die Interstate H-1 (kurz H-1) ist ein Interstate Highway im Bundesstaat Hawaii in den Vereinigten Staaten. Sie beginnt an der Hawaiʻi State Route 93 in Kapolei und endet in Kahala an der Hawaiʻi State Route 72. Der Abschnitt östlich der Exit 19B wird die Interstate Lunalilo Freeway und westlich der Exit Queen Liliuokalani Freeway genannt. Die H-1 ist der westlichste Interstate Highway der Vereinigten Staaten.

## Geschichte

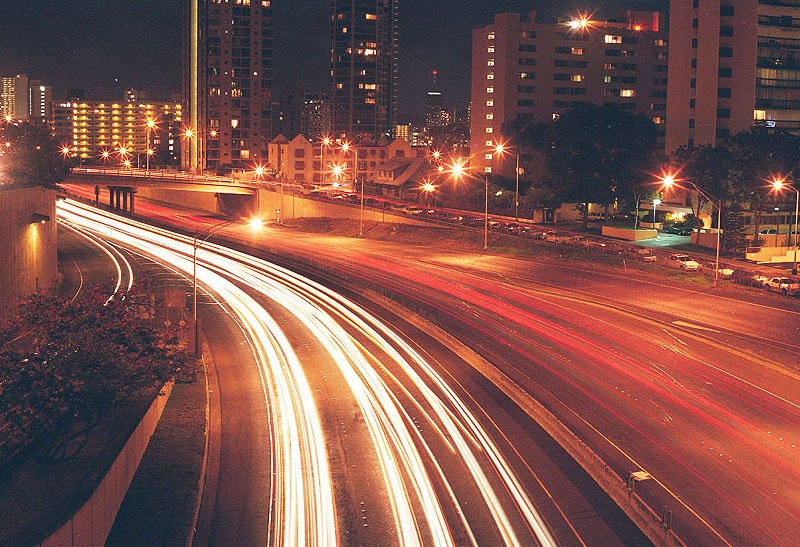
Interstate H-1 an der Ward Avenue

Die Interstate H-1 war der erste Freeway, der auf den Inseln von Hawaii gebaut wurde. Der Abschnitt, der durch die Innenstadt von Honolulu verläuft, wurde 1953 unter dem Namen Mauka Arterial eröffnet. Als Hawaii 1959 ein Bundesstaat der Vereinigten Staaten wurde, erhielt die Straße die Interstate Bezeichnung. Erst die neugebauten Abschnitte entsprechen auch dem Freeway-Standard der Vereinigten Staaten, der mit dem der deutschen Autobahnen vergleichbar ist.

## Wichtige Städte
- Waiʻanae (über die Hawaiʻi State Route 93)
- Honolulu

## Zubringer und Umgehungen
- Interstate H-201 – auch Moanalua Freeway genannt.